# Áloros
Áloros (Aloros) är en ort i Grekland.   Den ligger i prefekturen Nomós Péllis och regionen Mellersta Makedonien, i den norra delen av landet, 400 km norr om huvudstaden Aten. Áloros ligger 120 meter över havet och antalet invånare är 417.
Terrängen runt Áloros är kuperad åt sydost, men åt nordväst är den platt.Runt Áloros är det ganska glesbefolkat, med 50 invånare per kvadratkilometer. Närmaste större samhälle är Aridaía, 5,9 km nordväst om Áloros. 